# Morlon
Morlon es una comuna suiza del cantón de Friburgo. Tiene una población estimada, a fines de 2020, de 643 habitantes.